# Karl R. Kegler
Karl R. Kegler (* 1968) ist ein deutscher Bauhistoriker, Architekturtheoretiker und Hochschullehrer.

## Werdegang
Kegler studierte Architektur, Städtebau, Philosophie und Geschichte an der Universität zu Köln und an der RWTH Aachen. Er arbeitete als wissenschaftlicher Mitarbeiter an mehreren Hochschulinstituten in Köln und Aachen. Bis 2004 war er Geschäftsführer des Forums Technik und Gesellschaft der RWTH Aachen und Mitherausgeber der Aachener Studien für Technik und Gesellschaft. Er publizierte als freier Mitarbeiter in verschiedenen Zeitschriften und war Mitbegründer der online-Zeitschrift archimaera. 2011 erfolgte die Promotion zum Dr. phil. mit einer Arbeit zur Geschichte der Raumplanung in Deutschland (Zentrale Orte. Geschichte einer „Theorie“ zwischen NS-Staat und Bundesrepublik). Kegler war Mitinitiator und -organisator der drei East West Central-Konferenzen von 2014 bis 2015 sowie der Tagung Raumkleider | dressed for architecture im Juni 2014.

### Lehrtätigkeit
Von 2011 bis 2015 folgten Dozentur und Assistenz an der Professur für Architekturtheorie der ETH Zürich. 2015 wurde er als Professor für Theorie und Geschichte der Stadt und der Architektur an die Hochschule für angewandte Wissenschaften München berufen.

## Schriften
- mit Max Kerner: Der vernetzte Mensch. Sprache, Arbeit und Kultur in der Informationsgesellschaft. Verlag Mainz 1999, ISBN 3-89653-549-8.
- mit Manfred Speidel und Peter Ritterbach: Wege zu einer neuen Baukunst. Bruno Taut. Frühlicht. Konzeptkritik Heft 1–4, 1921–22 und Rekonstruktion Heft 5, 1922. Gebr. Mann Verlag, Berlin 2000.
- mit Reiner Kopp und Rolf Staufenbiel: Maß statt Masse. Strategien für mehr Beschäftigung zwischen Rationalisierung und Kundennähe. Forum Technik und Gesellschaft, 2001.
- mit Max Kerner: Der künstliche Mensch. Körper und Intelligenz im Zeitalter ihrer technischen Reproduzierbarkeit. Böhlau, Köln / Weimar 2002, ISBN 3-412-16301-5.
- mit Max Kerner: Technik Welt Kultur. Technische Zivilisation und kulturelle Identitäten im Zeitalter der Globalisierung. Böhlau, Köln / Weimar 2003, ISBN 3-412-11203-8.
- mit Rudolf Drux (Hrsg.): Entfesselte Kräfte. Technikkatastrophen und ihre Vermittlung. Brendow, Moers / Lüdenscheid 2008.
- Sakrale Sachlichkeit. Rudolf Schwarz und seine Zeitgenossen. Architekturtheorie / ETH Zürich, Zürich 2013, ISBN 978-3-9524085-3-7.
- Deutsche Raumplanung. Das Modell der zentralen Orte zwischen NS-Staat und Bundesrepublik. Schöningh, Paderborn 2015, ISBN 978-3-506-77849-9.
- [mit Ákos Moravánszky]: Re-Scaling the Environment. New Landscapes of Design, 1960-1980. Birkhäuser, Basel 2017, ISBN 978-3-0356-0823-6.
- [mit Anna Minta und Niklas Naehrig]: RaumKleider. Verbindungen zwischen Architekturraum, Körper und Kleid. transcipt, Bielefeld 2018. ISBN 978-3-8376-3625-3.
- Nicola Borgmann und Marco Goetz (Hrsg.): Perlen. Ausgewählte Freiräume in München. Franz Schiermeier Verlag, München 2020 ISBN 978-3-9813190-5-7 mit Beiträgen von Nicolette Baumeister, Matthias Castorph, Johannes Ernst, Benedict Esche, Peter Haimerl, Gottfried Hansjakob, Benedikt Hartl, Andreas Hild, Thomas Jocher, Karl R. Kegler, Elisabeth Merk, Dionys Ottl, Ritz Ritzer, Amandus Sattler, Karin Schmid, Martin Schnitzer, studioeuropa, Christiane Thalgott, Ludwig Wappner, Westner Schührer Zöhrer, Sophie Wolfrum, Tochtermann Wündrich, Max Otto Zitzelsberger